# 心理成熟
心理成熟是指心理指随着时间的推移向着圆满生长，有能力以恰当的方式对社会环境做出适当反应。反应通常而言是靠學習而得到的，而非先天本能。成熟也意味着根据情况和社会文化，知道做出某行为的正确时间和场所。成熟强调对生活目的、方向有清楚的认识，从而感到生活是有意义的。

## 人类发展（心理学）
- 发展心理学
- 教育心理学

## 个人成长
- 性心理发展

## 成长阶段
将正常人的一生，从婴儿期到成人晚期，在每个阶段，个人都面临、并克服新的挑战。每个阶段都建筑在成功完成较早的阶段任务的基础之上。如果未能成功完成本阶段的挑战，则会在将来再次造成问题。
- 埃里克森社会心理发展阶段
- 青春期恋爱阶段